# Birkerød
Birkerød – miasto w Danii, w latach 1970–2006 siedziba byłej gminy Birkerød. Od roku 2007 należy do gminy Rudersdal wchodzącej w skład Regionu Stołecznego. W 2024 roku liczyło 20 291 mieszkańców. Miasto pełni funkcję ośrodka przemysłowego. Siedziba założonego w 1917 klubu sportowego IF Skjold Birkerød oraz założonej w 1868 szkoły (Birkerød Gymnasium) noszącej obecnie nazwę Birkerød Gymnasium, HF, IB og Kostskole. W mieście znajduje się również kościół (Birkerød Kirke) pochodzący z XII wieku oraz stacja kolejowa.
Nazwa Birkerød oznacza brzezinowe karczowisko.

## Współpraca
- Garðabær, Islandia
- Thorshavn, Wyspy Owcze